# Palazzo del Monte dei Morti

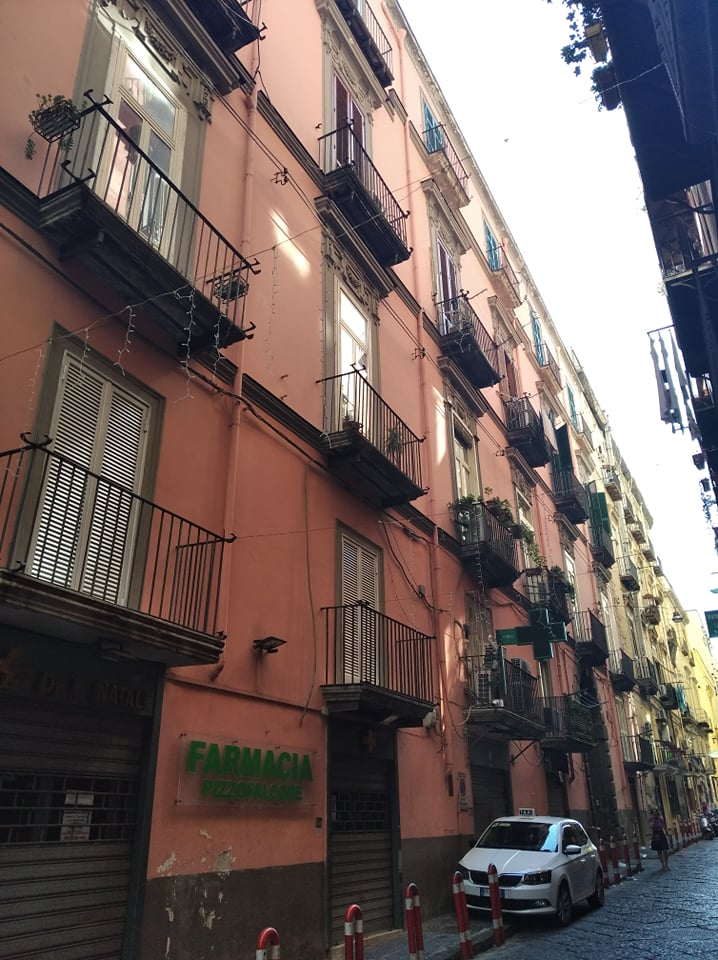
Palazzo del Monte dei Morti in Neapel: Fassade zur Via Egiziaca a Pizzofalcone.

Der Palazzo del Monte dei Morti ist ein Palast aus dem 16. Jahrhundert im Viertel San Ferdinando in Neapel in der italienischen Region Kampanien. Er liegt in der Via Egiziaca a Pizzofalcone, 20.

## Geschichte
Der Palast wurde in der zweiten Hälfte des 16. Jahrhunderts errichtet; 1660 kaufte ihn der ‚‚Monte dei Morti‘‘, der auch ein Gebäude zwischen dem Vico Egiziaca und der Via Nuova Pizzofalcone erwarb. Im Laufe des 18. Jahrhunderts ließ der Monte dei Morti einen großen Umbau vornehmen, der auf eine Vereinigung der beiden Anwesen zielte. Vor der Vereinigung Italiens wurde die Organisation aufgelöst was zu einer fortschreitenden Aufspaltung des Palastes in einzelne Wohnungen führte. In den letzten Jahren wurde die Fassade zur Via Egiziaca a Pizzofalcone restauriert, die sich in mittelmäßigem Erhaltungszustand befand.

## Beschreibung
Zur Via Egiziaca a Pizzofalcone besitzt die vierstöckige Fassade ein Portal aus Piperno aus dem 17. Jahrhundert mit quadratischem, flachen Bossenwerk. An der Rückwand des Innenhofes erhebt sich in der Achse des Eingangs in der Tradition des neapolitanischen Barocks im 18. Jahrhundert eine offene Treppe, über die man die einzelnen Wohnungen erreichen kann.